# Tipulamima malimba
Tipulamima malimba là một loài bướm đêm thuộc họ Sesiidae. Nó được biết đến ở Cộng hòa Congo và Gabon.